# Quattordici giorni
Quattordici giorni è un film del 2021 diretto da Ivan Cotroneo.
La pellicola è l'adattamento cinematografico del romanzo 14 giorni. Una storia d'amore di Cotroneo e Monica Rametta, autori anche della sceneggiatura.

## Trama
Mentre la pandemia di COVID-19 dilaga in Italia, Marta scopre che il marito Lorenzo, con lei da dodici anni, l'ha tradita. Il matrimonio è ormai destinato al fallimento ma Marta è stata a contatto con un positivo e dovrà rimanere in quarantena per quattordici giorni. Lorenzo, suo convivente fino a quel momento, è costretto a vivere la quarantena insieme alla moglie.
In questi quattordici giorni i due avranno modo di discutere sul loro legame.

## Produzione
Le riprese del film sono iniziate nel gennaio 2021.

## Promozione
Una prima clip del film è stata diffusa il 19 novembre 2021.

## Distribuzione
Il film è stato presentato in anteprima mondiale nel dicembre 2021 in occasione della 39ª edizione del Torino Film Festival. Successivamente è stato distribuito sulla piattaforma Paramount+ nel settembre 2022.